# Gradski stadion Ivan Kušek Apaš
Gradski stadion Ivan Kušek Apaš nogometni je stadion u Koprivnici. Na njemu svoje domaće utakmice igraju  Slaven Belupo i Koprivnica.

## Povijest
Jedina, zapadna tribina stadiona izgrađena je 1996. godine. Fazna izgradnja je nastavljena, pa su 2006. u sklopu druge faze radova završeni upravni uredi i VIP salon. U budućnosti je planirana i treća faza u sklopu koje bi trebala biti izgrađena poslovno-stambena zgrada uz zapadnu tribinu, mjesta u gledalištu za novinare i važnije goste te natkrivanje cijele zapadne tribine, koja je trenutačno natkrivena tek djelomično.
U svibnju 2007. postavljeni su reflektori, čime je omogućeno igranje utakmica u večernjim satima.
U travnju 2018. odlukom koprivničkog Gradskog vijeća dotadašnji Gradski stadion preimenovan je u  Gradski stadion Ivan Kušek Apaš.

## Vanjske poveznice
- Gradski stadion u Koprivnici  Arhivirana inačica izvorne stranice od 4. ožujka 2016. (Wayback Machine)